# سطح‌آبزیان

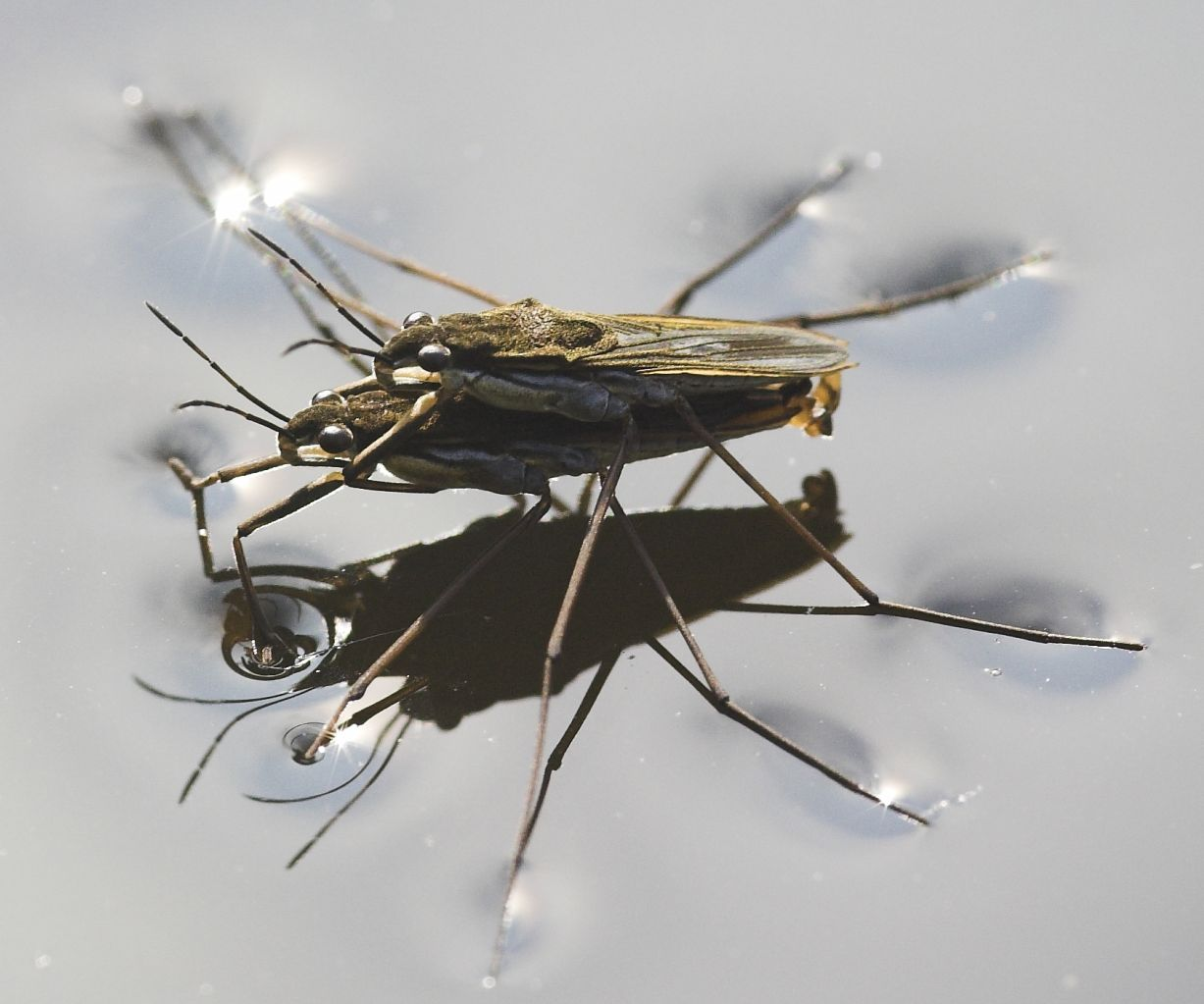
دو آب سوار مرسوم‌ترین گونه سطح آبزیان

سطح‌آبزیان به حشراتی می‌گویند که در سطح آب یا در زیر سطح آب زندگی می‌کنند.
حشراتی مانند قاب بالان، دم فنری را شامل می‌شوند.
آب سواران مرسوم‌ترین گونه سطح آبزیان را شامل می‌شوند.

## دیگر جانوران آبی
سطح‌آبزیان علاوه بر جانوران بالا گاهی جانوران دیگری را نیز شامل می‌شود.
از جمله این جانوران می‌توان به:
پلانکتونها (گونه‌ای از جانوران میکروسکوپی)
نکتونها (گونه‌ای از جانوران شناور در آب)
بنتوز‌ها (ارگانیسم‌های ریزی که در اعماق آب‌ها وجود دارند)